# Marcillé-Robert
Marcillé-Robert (tiếng Breton: Marc'helleg-Roperzh, Gallo: Marcilhae-Robert) là một xã của tỉnh Ille-et-Vilaine, thuộc vùng Bretagne, miền tây bắc nước Pháp.

## Dân số
Người dân ở Marcillé-Robert được gọi là Marcilléens.
| Năm | 1962 | 1968 | 1975 | 1982 | 1990 | 1999 |
| --- | ---- | ---- | ---- | ---- | ---- | ---- |
| Dân số | 918  | 983  | 943  | 837  | 837  | 856  |
| From the year 1962 on: No double counting—residents of multiple communes (e.g. students and military personnel) are counted only once. |      |      |      |      |      |      |